# Anthemis abrotanifolia
Anthemis abrotanifolia là một loài thực vật có hoa trong họ Cúc. Loài này được (Willd.) Guss. mô tả khoa học đầu tiên năm 1844.